# Alchemilla infravalesiaca
Alchemilla infravalesiaca är en rosväxtart som först beskrevs av Robert Buser, och fick sitt nu gällande namn av Werner Hugo Paul Rothmaler. Alchemilla infravalesiaca ingår i släktet daggkåpor, och familjen rosväxter. Inga underarter finns listade i Catalogue of Life.